# Phoneutria boliviensis
Phoneutria boliviensis là một loài nhện độc thuộc về họ Ctenidae.
Con cái trưởng thành đạt đến một chiều dài cơ thể khoảng 4 inche và có thể có sải chân dài hơn 10 cm. Con đực nhỏ hơn. Cơ thể có màu nâu, phía trên cùng của lưng và bụng đã có sọc. Tên khoa học có nghĩa là nhện Bolivia nhưng chúng cũng phân bố ở một số khu vựcn khác của vùng nhiệt đới Nam và Trung Mỹ.